# Georges Liferman
 (janvier 2020).
Si vous disposez d'ouvrages ou d'articles de référence ou si vous connaissez des sites web de qualité traitant du thème abordé ici, merci de compléter l'article en donnant les références utiles à sa vérifiabilité et en les liant à la section « Notes et références ».
Georges Liferman (Georges Lifermann), né le 28 février 1922 dans le 18e arrondissement de Paris et mort le 25 mars 2018 à Corvallis en Oregon aux États-Unis, est un compositeur et parolier français.

## Biographie
Georges Liferman fait ses débuts comme musicien de scène après la Seconde Guerre mondiale puis devient compositeur de chansons de variété. Parmi ses interprètes, on trouve notamment : Les Frères Jacques (La lune est morte), France Gall (Sacré Charlemagne), Juliette Gréco (Je mens), Yves Montand (Le chef d’orchestre est amoureux).
Mais Georges Liferman est surtout productif pour les compositions destinées à la scène : comédies musicales, opérettes, théâtre. On lui doit notamment le grand succès que fut la comédie musicale Nini la chance avec Annie Cordy en 1976.
À son actif, il faut également ajouter sa composition d'indicatifs musicaux d’émissions télévisées des années 1960 comme Les Coulisses de l'exploit de Raymond Marcillac (La première chaîne de l'ORTF).
Sa dernière œuvre est une comédie musicale, The Smile, créée en juillet 1996 aux États-Unis où il réside une partie de son temps dans l'Oregon.
Il est l'un des rares compositeurs à voir, de son vivant, une rue baptisée avec le nom d'une de ses chansons : le 27 juin 2009, la commune d'Auvillers-les-Forges (Ardennes) inaugure la « rue du Sacré-Charlemagne » à la demande des élèves du pôle scolaire Mon-Idée. En janvier 2012, quelques semaines avant de fêter ses 90 ans, Georges Liferman se rend à Auvillers pour poser devant la plaque de rue.

## Distinctions

### Récompense
- Prix Maurice Yvain 1981 attribué à un compositeur de musique légère ou d’opérette de la SACD.

## Ses interprètes
Chriss Argeliès
- 1963 : Il faut vivre vite, paroles de Chriss Argeliès
- 1963 : Qu'est-ce que j'en sais, paroles de Chriss Argeliès

Lucky Blondo
- 1963 : Au cœur du silence, paroles coécrites avec Chriss Argeliès

Bourvil
- 1958 : Et ta sœur, paroles de Charles Mattews

Annie Cordy
- 1962 : Marche des gueules noires, paroles de Jacques Mareuil
- 1962 : Choucrouten tango, paroles de Jacques Mareuil
- 1962 : Le Bal à tonton, paroles de Jacques Mareuil
- 1969 : Si les mois n’avaient que vingt jours, paroles de Jacques Mareuil
- 1976 : Nini la chance, paroles de Jacques Mareuil
- 1976 : Dis pourquoi tu me bats Léon, paroles de Jacques Mareuil
- 1977 : Ça ira mieux, paroles de Jacques Mareuil
- 1977 : Caramela, paroles de Jacques Mareuil
- 1981 : Une maison et un jardin, paroles de Jacques Mareuil

Dalida
- 1960 : De Grenade à Séville, paroles de Pierre Cour et musique cocomposée avec Hubert Giraud

Joe Dassin
- 1966 : Ça m’avance à quoi (You Were On My Mind), paroles françaises de Georges Liferman et musique de S. Fricker
- 1966 : Vive moi, paroles françaises de Georges Liferman et musique de J. Keller et D. Blume
- 1966 : Joli minou, paroles coécrites avec Jean-Michel Rivat et musique de Joe Dassin

Dorothée
- 1982 : Petit robot, paroles et musique de Georges Liferman. Album Hou ! La menteuse

Les Frères Jacques
- La Lune est morte, paroles de Jacques Mareuil
- Les Catcheurs
- Le petit Poisson et le Pêcheur, fable de Jean de la Fontaine
- Le Lion et le Rat, fable de Jean de la Fontaine

France Gall
- 1964 : Sacré Charlemagne, paroles de Robert Gall
- 1966 : Oh ! Quelle famille, paroles de Robert Gall

Juliette Gréco
- 1953 : Je mens, paroles de Lucien Poret, musique cocomposée avec Lucien Poret

Georges Guétary
- 1954 : Je n’ai que toi, paroles de Georges Liferman et musique de Jupp Schmitz

Yves Montand
- Le chef d’orchestre est amoureux, paroles de Jacques Mareuil
- Sir Godfrey, paroles de Jacques Mareuil
- Un garçon dansait, paroles de Jacques Mareuil

Annie Philippe
- 1966 : Sœur Angélique, paroles de Michel Rivgauche

Sandie Shaw
- Pourvu que ça dure (Long Live Love), paroles françaises de Georges Liferman et musique de Chris Andrews
- Parler d’amour (Talk About Love), paroles françaises de Georges Liferman et musique de Chris Andrews
- Tous les jours (Gotta See My Baby), paroles françaises de Georges Liferman et musique de Chris Andrews
- Pourquoi ne veux-tu pas de moi ? (Too Bad You Don’t Want Me), paroles françaises de Georges Liferman et musique de Chris Andrews
- La Vallée des larmes (Dismal Ways), paroles françaises de Georges Liferman et musique de Chris Andrews

The Shadows
- Guitar Tango, avec Norman Maine

Michèle Torr
- 1965 : La Grande chanson, paroles de Jacques Plait

Georgette Lemaire
- 1966 : Et si c'était  vrai, paroles et musique de Georges Liferman, Album Mon premier 33 tours

## Scènes
- 1959 : Cloche de mon cœur, musique de Georges Liferman, Théâtre des Capucines, Paris
- 1968 : Rendez-vous à Paris, opérette, livret de Jacques Mareuil et musique de Georges Liferman, Théâtre Sébastopol, Lille. Le chant de la Marche des gueules noires, extrait de cette opérette, a servi d'indicatif musical pour le générique de l'émission de télévision des années 1960, Les Coulisses de l'exploit
- 1976 : Nini la Chance, comédie musicale, paroles de Jacques Mareuil et musique de Georges Liferman, Opéra Théâtre d'Avignon et des Pays de Vaucluse et Théâtre de la Porte-Saint-Martin, Paris
- 1986 : Scaramouche, opérette, livret de Jean-Claude Delumeau et Edgar Duvivier, musique de Georges Liferman, Opéra Théâtre d'Avignon et des Pays de Vaucluse
- 1996 : The Smile, comédie musicale, paroles de Barbara Callner, musique de Georges Liferman, Corvallis (Oregon, États-Unis)